# Богданов Модест Миколайович
Моде́ст Микола́йович Богда́нов  (*1841, Руська Бекшанця — †16 березня 1888) — російський зоолог і мандрівник.
Народився в с. Руській Бекшанці Сизранського повіту Симбірської губернії. Закінчив Казанський університет 1864. З 1872 — охоронець Зоологічного музею Академії наук, з 1881 — професор Петербурзького університету. Понад 15 років (з 1868) Богданов досліджував природу Середньої Азії, Прикаспію і Кавказу, здійснивши ряд важких експедицій. Праці Богданова присвячені фауні хребетних і її геологічній історії в Східній Європі.
Богданов був і дитячим письменником.